# Gustav Roger
Pour les articles homonymes, voir Roger.
Gustav Roger  est un intellectuel d'extrême-droite belge, né en 1893 et mort en 1947. Il développe très tôt le concept du matérialisme empirique avec son collègue Georges Basile. En 1942, il se rend en Allemagne à l'université de Munich où ses idées passionnent le philosophe Heinrich Herrenbauer.
Il meurt en prison à Bruxelles en 1947.

## Ouvrages
- De la substance sociale, 1926.
- Le matérialisme empirique à travers l'étude de Totem et Tabou de Sigmund Freud, 1928
- Pour un socialisme national, 1943